# Külz (Hunsrück)
Külz település Németországban, Rajna-vidék-Pfalz tartományban. Lakosainak száma 476 fő (2023. december 31.). Külz Michelbach, Neuerkirch, Niederkumbd, Kümbdchen, Keidelheim, Fronhofen és Biebern községekkel határos.

## Népesség
A település népességének változása:
| Lakosok száma | 410  | 469  | 472  | 472  | 483  | 476  |
|               | 1975 | 2017 | 2019 | 2021 | 2022 | 2023 |